# فرانک مک‌گلین

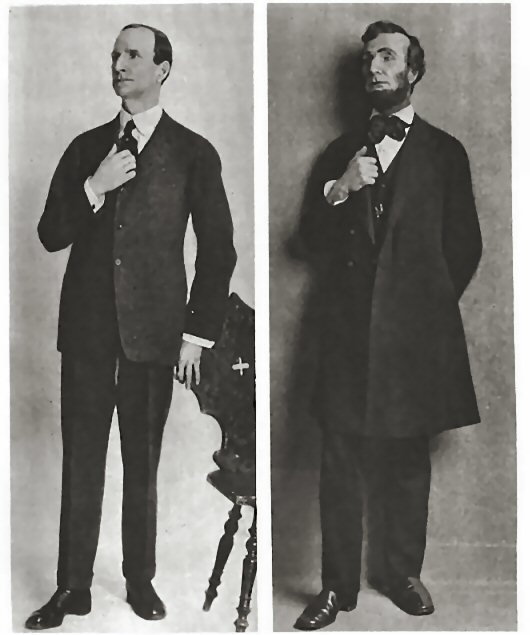
فرانک مک‌گلین در نقش آبراهام لینکلن؛ حوالی ۱۹۲۰

فرانک مک‌گلین (انگلیسی: Frank McGlynn Sr.؛ ‏ ۲۶ اکتبر ۱۸۶۶ – ۱۸ مهٔ ۱۹۵۱) بازیگر اهل ایالات متحده آمریکا بود که در حرفه ای که بیش از نیم قرن به طول انجامید، بیشتر به خاطر تقلید و بازی در نقش آبراهام لینکلن در نمایشنامه‌ها و فیلم‌های سینمایی شناخته شده‌است.

## گزیدهٔ فیلم‌شناسی
- ساده و بی‌آلایش
- آبراهام لینکلن
- خبر خوب
- مین و بیل
- شش سری
- هاکلبری فین
- پالی هنرمند سیرک
- بانو و آقا
- فریسکو جنی
- خانم مارکر کوچک
- کاپیتان بلاد
- این سه نفر
- آخرین موهیکان
- ولز فارگو
- ماجراهای تام سایر
- رنجر تنها
- رابطه عاشقانه
- یک دختر، یک مرد و یک ملوان
- گروهبان یورک
- سنکپ
- در کالیفرنیای قدیم